# Per-Owe Trollsås
Per-Owe „Trollet“ Trollsås (* 18. Januar 1933 in Vaplan, Gemeinde Krokom; † 5. November 2000 in der Gemeinde Järfälla) war ein schwedischer Leichtathlet, der eine Silbermedaille bei Europameisterschaften gewann.

## Sportliche Karriere
Der 1,69 Meter große Trollsås startete für Näldens IF, Stockholms Studenters IF und für Bromma IF. Er war schwedischer Meister im 100-Meter-Lauf 1952 und 1953 sowie im 400-Meter-Hürdenlauf von 1957 bis 1960.
Bei den Europameisterschaften 1958 in Stockholm lief Trollsås im Halbfinale über 400 Meter Hürden in 51,0 Sekunden neuen schwedischen Rekord. Im Endlauf siegte Juri Litujew aus der Sowjetunion in 51,1 Sekunden vor Trollsås in 51,6 Sekunden und dem Schweizer Bruno Galliker in 51,8 Sekunden. Trollsås lief auch im Vorlauf der 4-mal-100-Meter-Staffel, die aber nicht das Ziel erreichte.
Zwei Jahre später bei den Olympischen Spielen 1960 in Rom schied Trollsås in seinem Vorlauf über 400 Meter Hürden in 52,3 Sekunden aus. Die 4-mal-400-Meter-Staffel mit Hans-Olof Johansson, Per-Owe Trollsås, Lennart Jonsson und Alf Petersson erreichte das Halbfinale, wurde dort aber nur Sechste.

## Bestleistungen
Seine Bestleistungen waren (laut storagrabbar.se):
- 100 Meter: 10,6 Sekunden
- 200 Meter: 21,6 Sekunden
- 400 Meter: 47,8 Sekunden
- 400 Meter Hürden: 51,0 Sekunden